# The Journal of Juristic Papyrology
The Journal of Juristic Papyrology (JJP, JJurP) – rocznik papirologii prawniczej.

## Historia
Czasopismo założone przez Rafała Taubenschlaga w 1946 roku w Nowym Jorku (gdzie ukazał się pierwszy tom), od 1948 wydawane w Warszawie (tomy 2–42). Wydawcą JJP było początkowo Towarzystwo Naukowe Warszawskie (Wydział II), później Państwowe Wydawnictwa Naukowe, a następnie Uniwersytet Warszawski UW; obecnie JJP jest publikowane przez Fundację im. Rafała Taubenschlaga, Zakład Papirologii UW oraz Katedrę Prawa Rzymskiego i Antycznego Wydziału Prawa Uniwersytetu Warszawskiego.
Czasopismo publikuje prace w językach kongresowych dotyczące papirologii, prawa antycznego i historii starożytnej.
Pierwszym redaktorem naczelnym czasopisma „The Journal of Juristic Papyrology” był jego założyciel, Rafał Taubenschlag. Po śmierci Taubenschlaga JJP redagował Henryk Kupiszewski. Następnie redakcyjne obowiązki przejęła Ewa Wipszycka–Bravo, od lat 90. XX w., pełni je prof. dr hab. Tomasz Derda, kierownik Zakładu Papirologii IA UW. Obecnie redaktorami naczelnymi The Journal of Juristic Papyrology są prof. dr hab. Tomasz Derda (IA UW), dr hab. Jakub Urbanik, prof. ucz. (WPiA UW), prof. Adam Łajtar (IA UW).
Czasopismo znajduje się pośród najwyżej punktowanych czasopism na liście MNiSW, oraz jest wysoko indeksowane w Master Journal List (Web of Science, tzw. lista filadelfijska), Scopus, European Reference Index for the Humanities.
Obok czasopisma wydawana jest osobno seria The Journal of Juristic Papyrology, Supplements